# Liebherr T282B
Liebherr T282B — тяжёлый карьерный самосвал, производившийся в США дочерней компанией международной компании Liebherr, пущен в серийное производство в 2004 году. В кабине установлен дисплей вместо традиционной панели приборов. Машина стоит около 4-5 млн долларов.

## Техническое описание

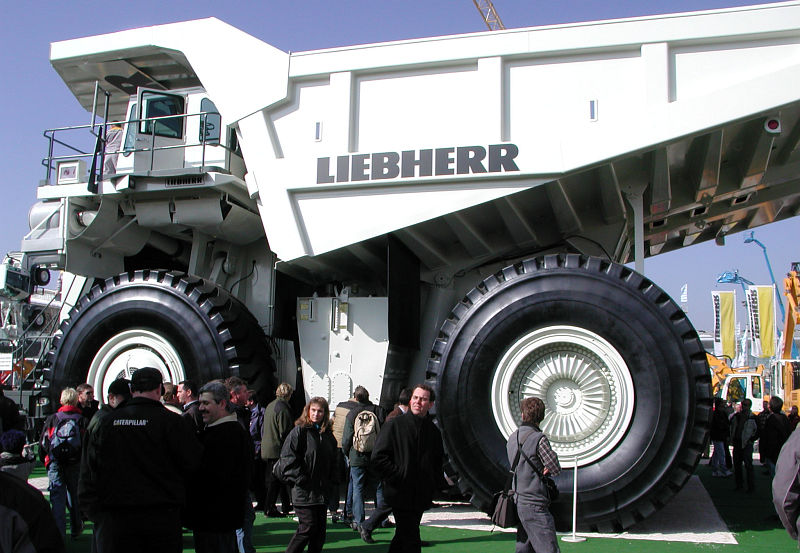
Liebherr T 282B

- Максимальный эксплуатационный вес машины составляет 600 тонн[2].
- Грузоподъёмность — 363 тонны.
- Длина машины — 15,3 метра.
- Ширина — 9,52 метра.
- Высота — 7,84 метра.
- Масса — 252 тонны
- Максимальная скорость — 64 километра в час
- Трансмиссия — электрическая.
- Объём топливного бака — 4 730 литров.
- Средний расход топлива — 174 литра в час.
- Мощность двигателя - 3650 л. с. или 3500 л. с.

Компанией предложены разные двигатели, самый мощный из которых - с двадцатью цилиндрами, общим объёмом 90 литров, мощностью 3650 л. с. и весом 10,5 тонны.